# Loasa acerifolia
Loasa acerifolia är en brännreveväxtart som beskrevs av Domb. och Adrien Henri Laurent de Jussieu. Loasa acerifolia ingår i släktet Loasa och familjen brännreveväxter. Inga underarter finns listade i Catalogue of Life.

## Bildgalleri

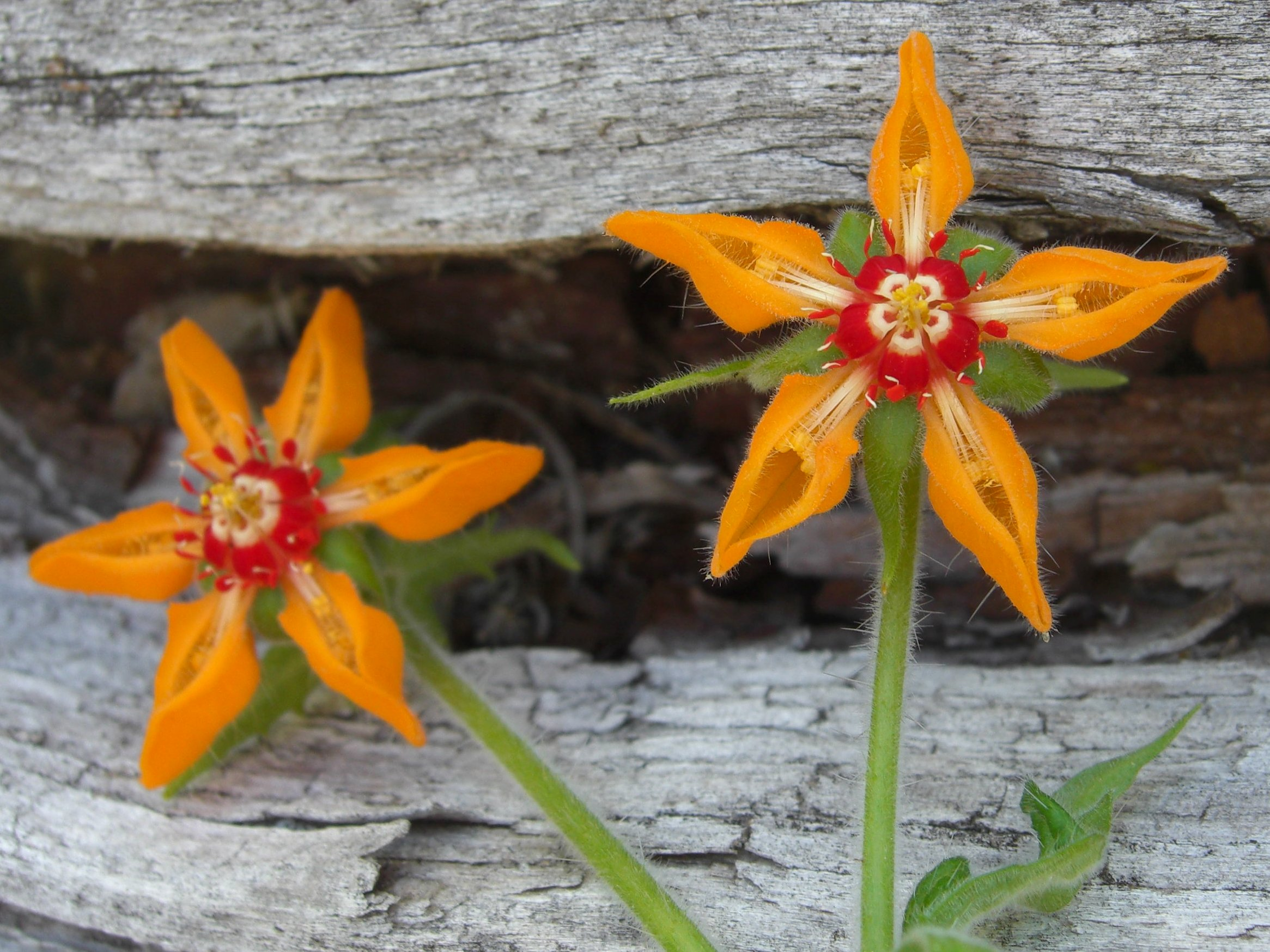
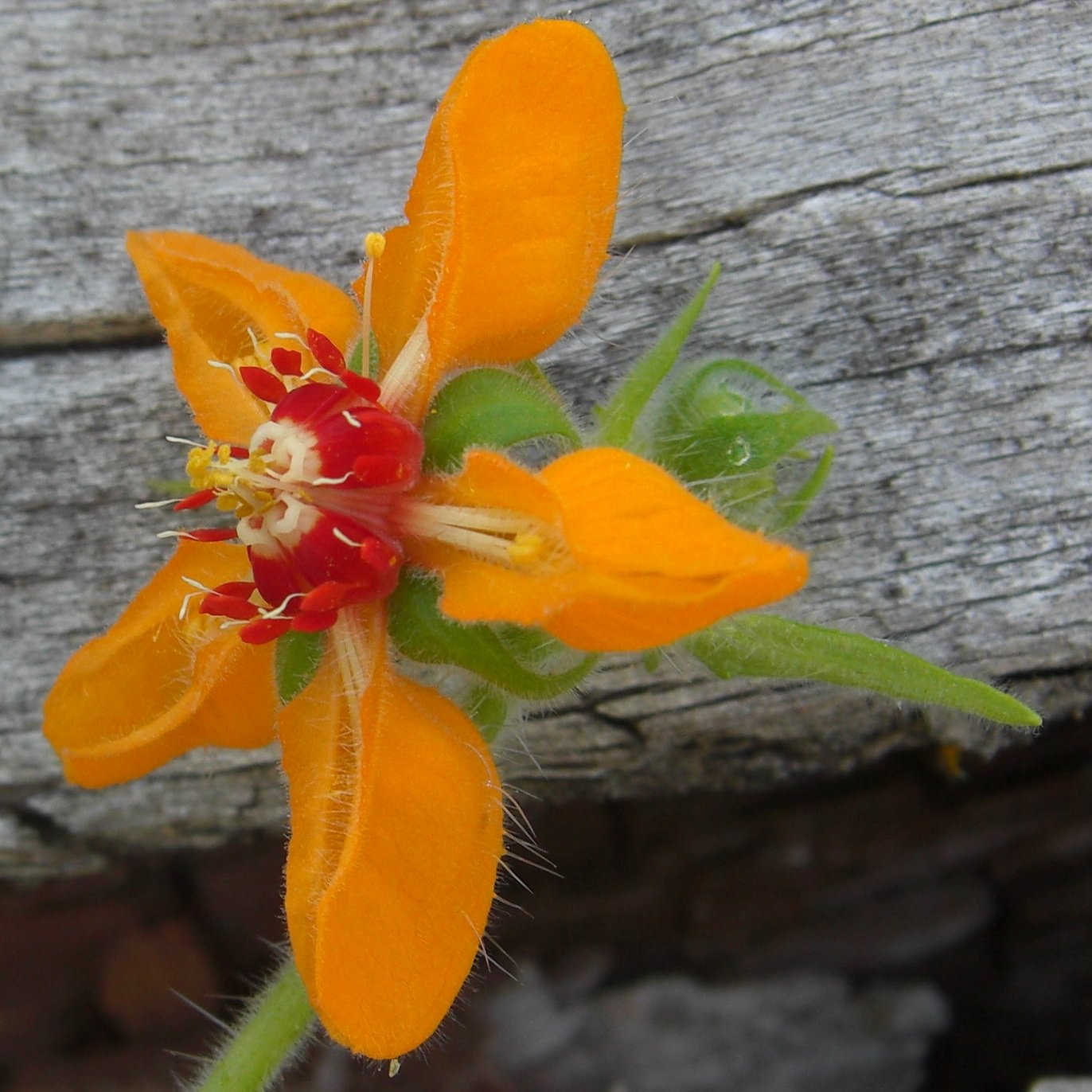